# Michele Guerrisi
Michele Guerrisi (Cittanova, 23 febbraio 1893 – Roma, 29 aprile 1963) è stato uno scultore italiano.

## Biografia

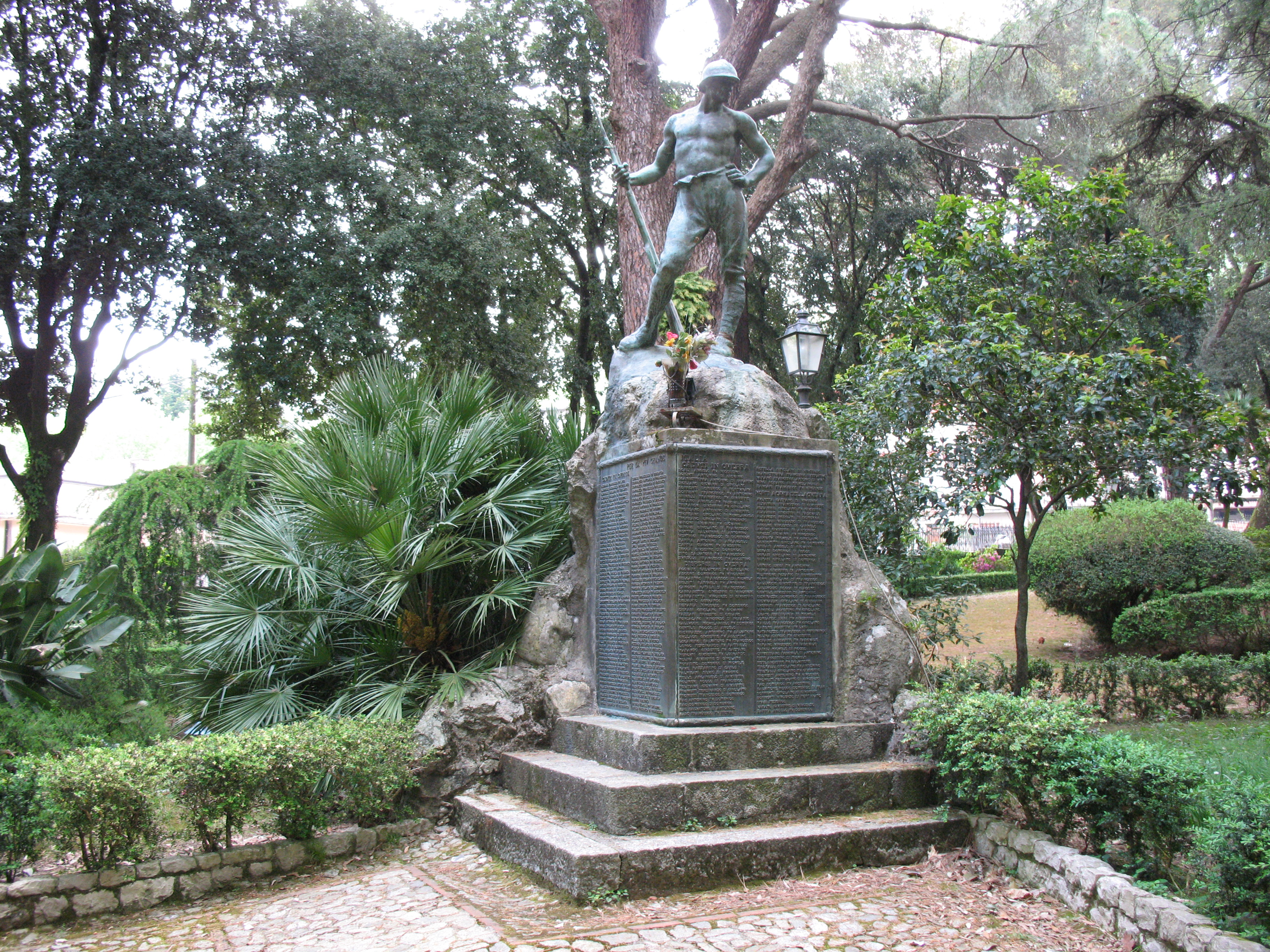
Monumento ai caduti nella Villa comunale di Cittanova, opera di Michele Guerrisi

Trasferitosi da giovane a Palmi, frequentò il ginnasio cittadino contemporaneamente fece pratica nello studio del pittore Domenico Augimeri. Successivamente frequentò il liceo Galileo Galilei di Firenze.
Durante un soggiorno giovanile a Napoli conobbe Vincenzo Gemito, che lo incoraggiò a proseguire nella scultura. Si laureò in lettere nel 1916 all'Università di Napoli e contemporaneamente conseguì il diploma di scultura all'Accademia di belle arti di Roma. Fu di formazione crociana.
Insegnò storia dell'arte all'Accademia Albertina di Torino dal 1924 al 1945, dove ebbe tra gli allievi Umberto Mastroianni. 
Tra le varie commissioni di questo periodo vi sono i numerosi monumenti ai caduti della prima guerra mondiale: nel 1923 quello di San Giuliano del Sannio, nel 1924 quello della sua città natale, Cittanova, dove realizzò anche il monumento a Michele Bello, e ancora quello di Siderno, quello in piazza Vittoria a Montecalvo Irpino, inaugurato il 3 ottobre 1926, nel 1929 quello in piazza Matteotti a Palmi, 1930 quello in piazza Toti di Luzzara e nel 1933 quello di Catanzaro.
Nel 1926, durante la IV Biennale d'Arte Calabrese, Guerrisi notò le opere di Andrea Cefaly junior e decise di portare il giovane artista con sé a Torino, all'Accademia Albertina di Belle Arti, avviandone la carriera.
Nel 1943 fu membro fondatore, insieme ad Adriano Sicbaldi (suo collega d'insegnamento), Ermanno Politi e allo scultore Renzo Moscatelli, del cosiddetto Gruppo di Cherasco.
Romano Romiti, nei Calabresi illustri, parla in questo modo di Michele Guerrisi:
(Romano Romiti, Calabresi illustri)
Fu inoltre pittore e scrittore, autore di alcuni libri di storia e critica d'arte, di un'autobiografia, utile per tracciare l'iter della sua formazione artistica. Pubblicò una storia di Cinquefrondi, e autore di alcuni libri di storia e critica d'arte, tale da stabilire un legame tra sé e la cultura della Magna Grecia, come lui afferma nell'autobiografia (Michele Guerrisi Roma 1957), che risulta di grande interesse. Secondo Pasquale Scaglione (1808-1880) noto cultore di storia locale reggina, che scrisse l'opera di Locri e Gerace, il tempio delle muse sorgeva nei pressi dell'odierna Polistena-Cinquefrondi-Melicucco. Precisa il Michele che il luogo prescelto dai Locresi per l'innalzamento del tempio fosse fuori dall'abitato, verso oriente, distante poco più di due chilometri e precisamente sulla propaggine degli Appennini in prossimità dell'alveo del piccolo fiume Scirapotamo, rispettando l'uso delle repubbliche della Magna Grecia di realizzare i templi più rinomati fuori dal centro abitato (per esempio, il Tempio di Hera Lacinia di Crotone o quello di Apollo di Crimisa).
Intitolata al Guerrisi nel 1960 la gipsoteca di Palmi (Gipsoteca Michele Guerrisi), presso Palazzo San Nicola e trasferita in seguito nella Casa della cultura, è una sezione del complesso museale che accoglie i calchi in gesso delle opere (statue e ritratti) di ispirazione classica dello scultore Michele Guerrisi, nonché i suoi ritratti e bozzetti. Gli originali in bronzo dei calchi sono opere di patrimoni privati o dei monumenti che si trovano sparsi per il territorio nazionale. La sezione conserva un totale di 78 sculture attribuibili al Guerrisi. La gipsoteca conserva degli acquerelli dello stesso autore, donati al Comune di Palmi dalla moglie Marta Rempte.
Dopo la sua morte, a Roma il 29 aprile 1963, nel 1965 fu allestita una breve retrospettiva delle sue opere nell'ambito della IX Quadriennale. Una delle sue opere, è il monumento ai caduti di Catanzaro, fa parte del complesso monumentale del san Giovanni. Spesso luogo di ritrovo dei ragazzi del capoluogo è l'imponente monumento ai caduti della Grande Guerra del 1915-1918, sito anch'esso nella centralissima piazza Matteotti. È un poderoso gruppo scultoreo in bronzo di connotazione classica. La sua inaugurazione risale al 1933 e risulta parzialmente danneggiato dai bombardamenti che colpirono duramente la città nel 1943.

## Esposizioni
Guerrisi fu presente alle Biennali di Venezia del 1934 e del 1936 (con le sculture Figura femminile inginocchiata e Donna negra, con la quale fu premiato).
Nel 1937 espose un ritratto di Gloria Alcorta alla Mostra di arte italiana dal 1800 a oggi tenuta a Berlino.
Fra il 1931 e il 1956 partecipò alle prime sette edizioni della Quadriennale di Roma; alla IX Quadriennale (1965), due anni dopo la sua morte, gli venne dedicata una retrospettiva. Partecipò inoltre nel 1953 all'esposizione collettiva L'arte nella vita del Mezzogiorno d'Italia presso il Palazzo delle Esposizioni a Roma.

## Opere
Fu autore di monumenti pubblici quali:
- Mausoleo di Francesco Cilea
- Monumento agli studenti caduti per l'Università, a Napoli, 1923
- Monumento ai caduti di Cittanova, 1924
- Monumento ai caduti della Ia Guerra Mondiale, a Siderno, 1924
- Monumento ai caduti di Montecalvo Irpino, 1926
- Monumento ai caduti di Castellabate, 1926
- Monumento al poeta Ibico di Reggio Calabria
- Monumento ai caduti, Palazzo San Nicola, Palmi, 1929[4]
- Monumento ai caduti di Catanzaro, 1933
- Monumento al beato Felice a Nicosia (provincia di Enna), 1956
- Bassorilievi del mausoleo di Francesco Cilea a Palmi, 1962[30]

## Galleria d'immagini

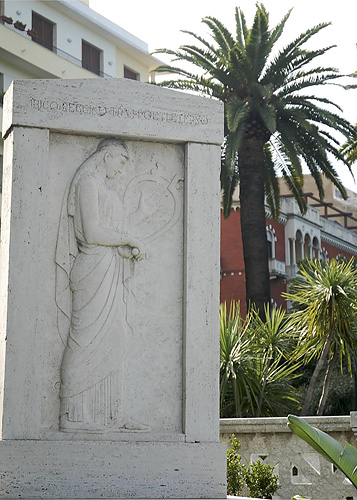
Il monumento a Ibico a Reggio Calabria
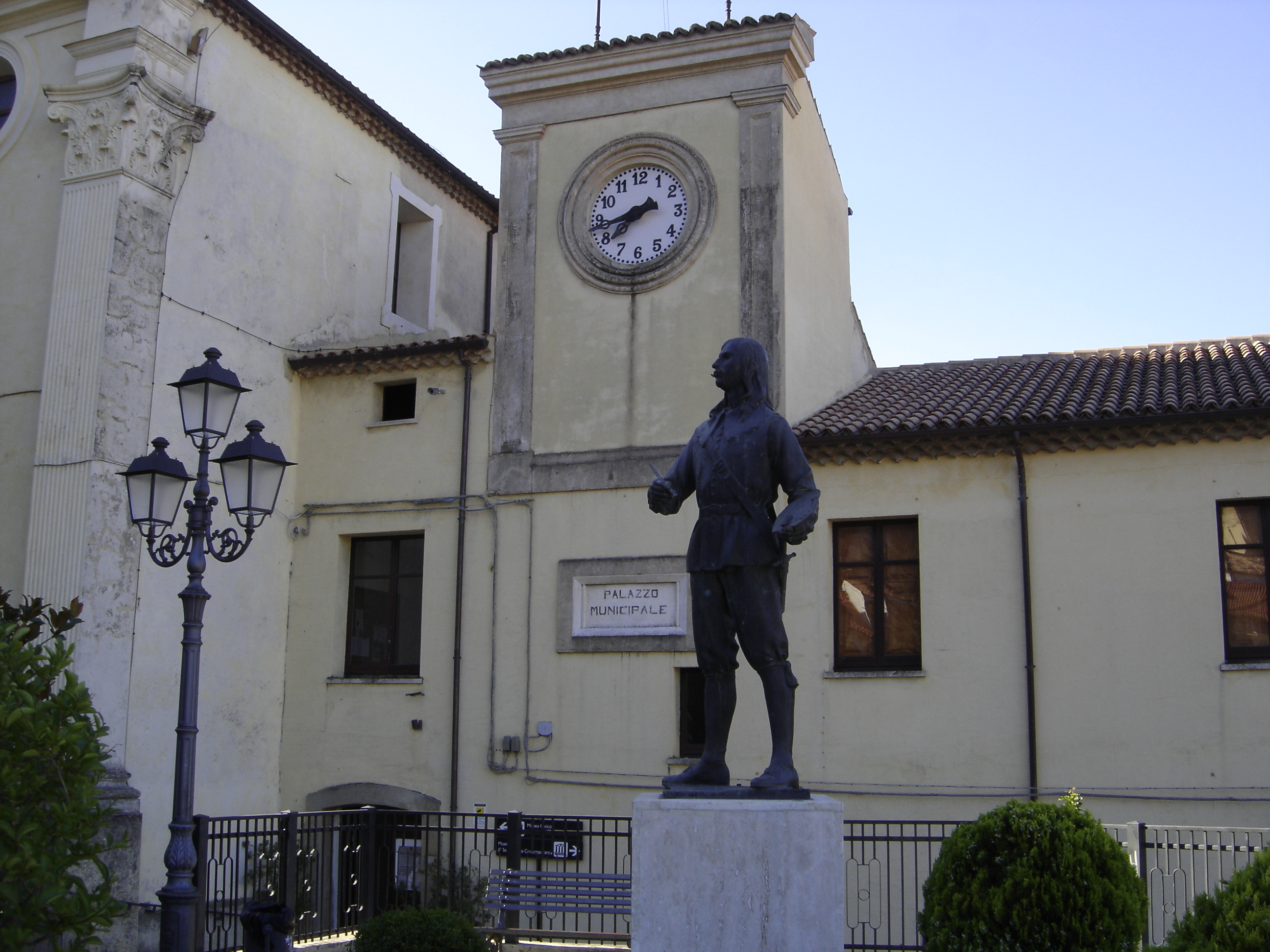
Il monumento a Mattia Preti a Taverna
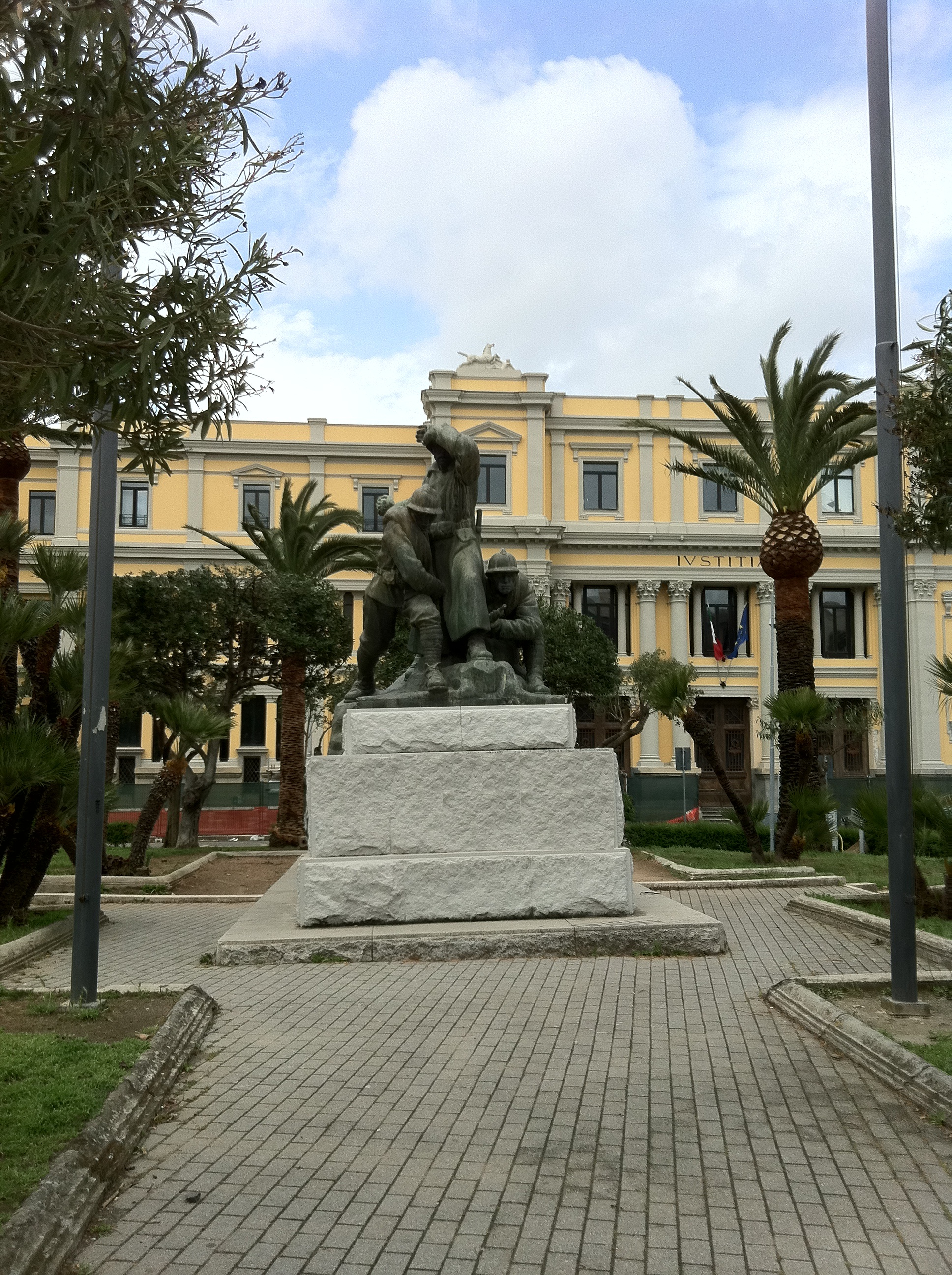
Il monumento ai caduti di Catanzaro
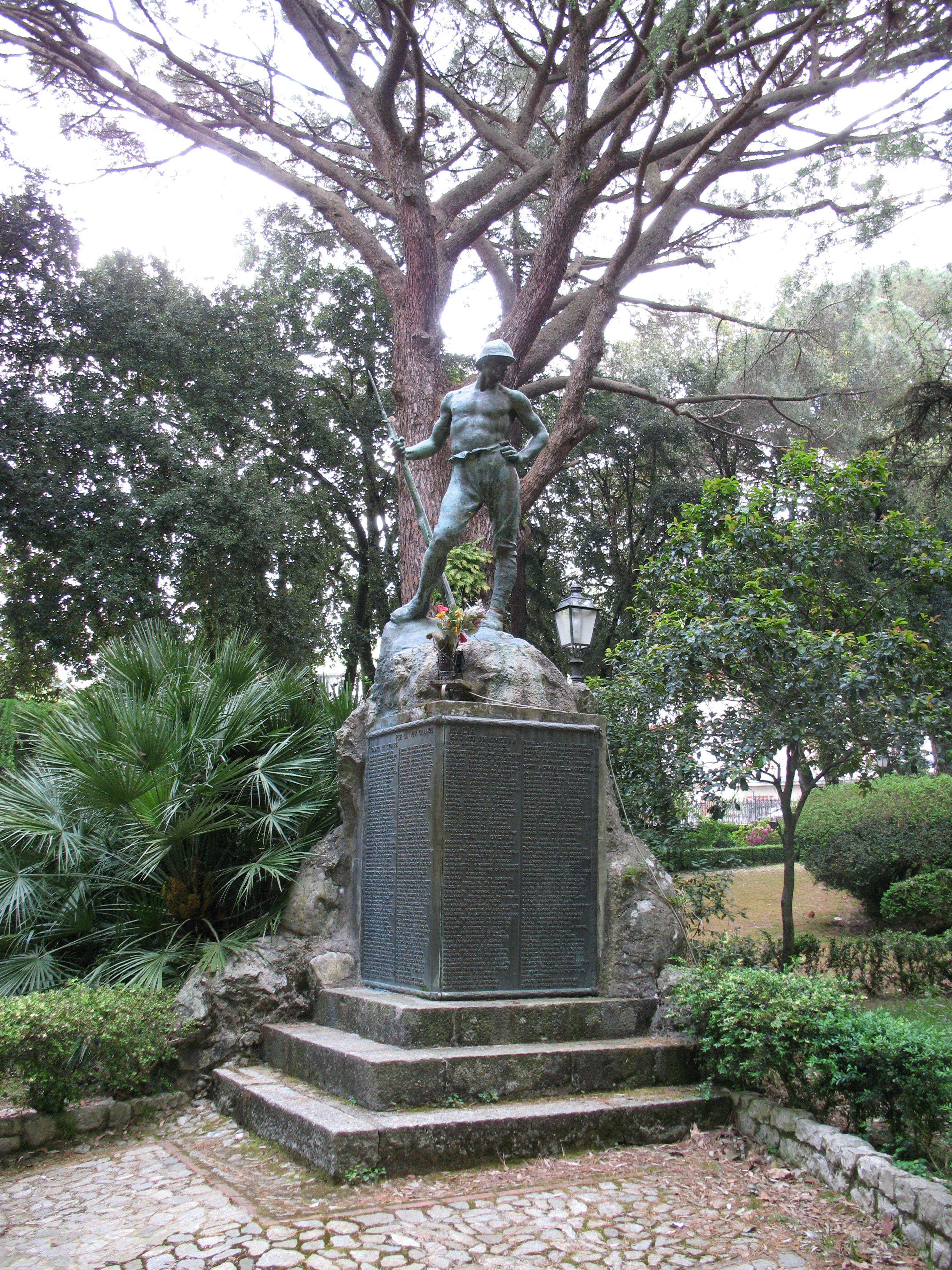
Il monumento ai caduti di Cittanova
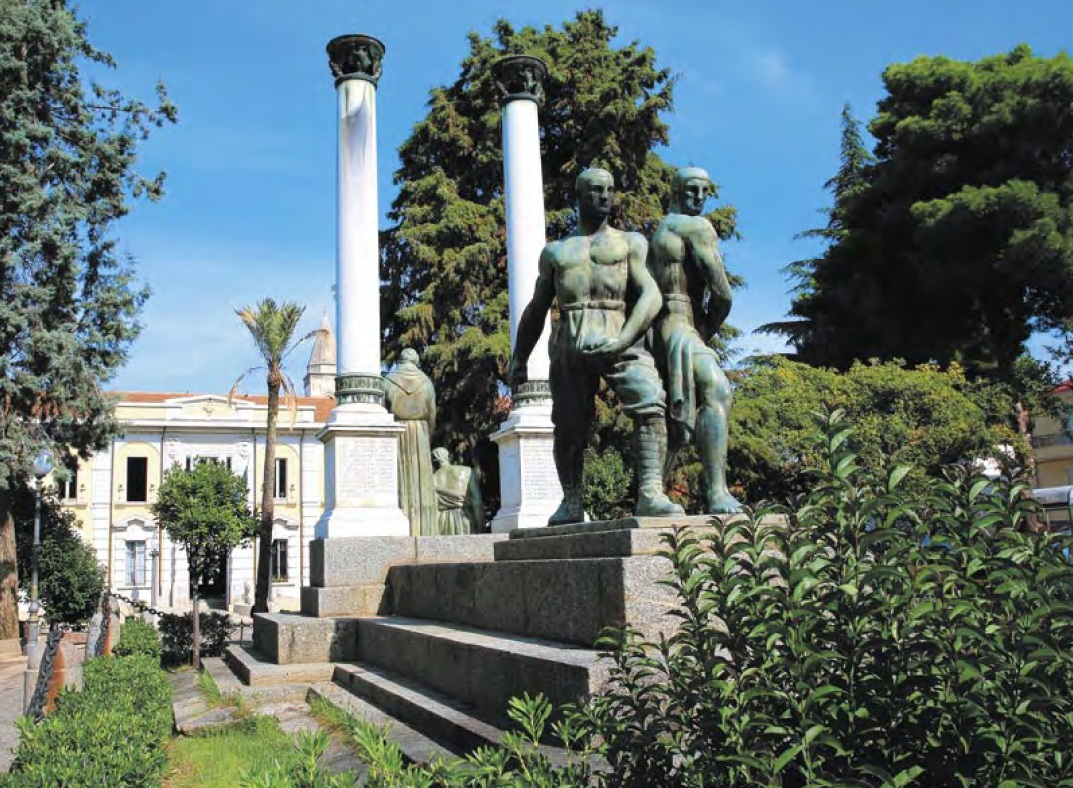
Il monumento ai Caduti di Palmi
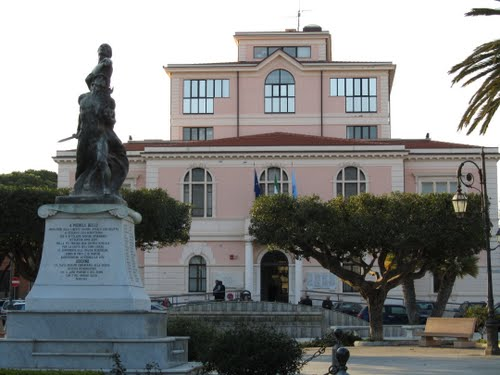
Il monumento ai caduti di Siderno
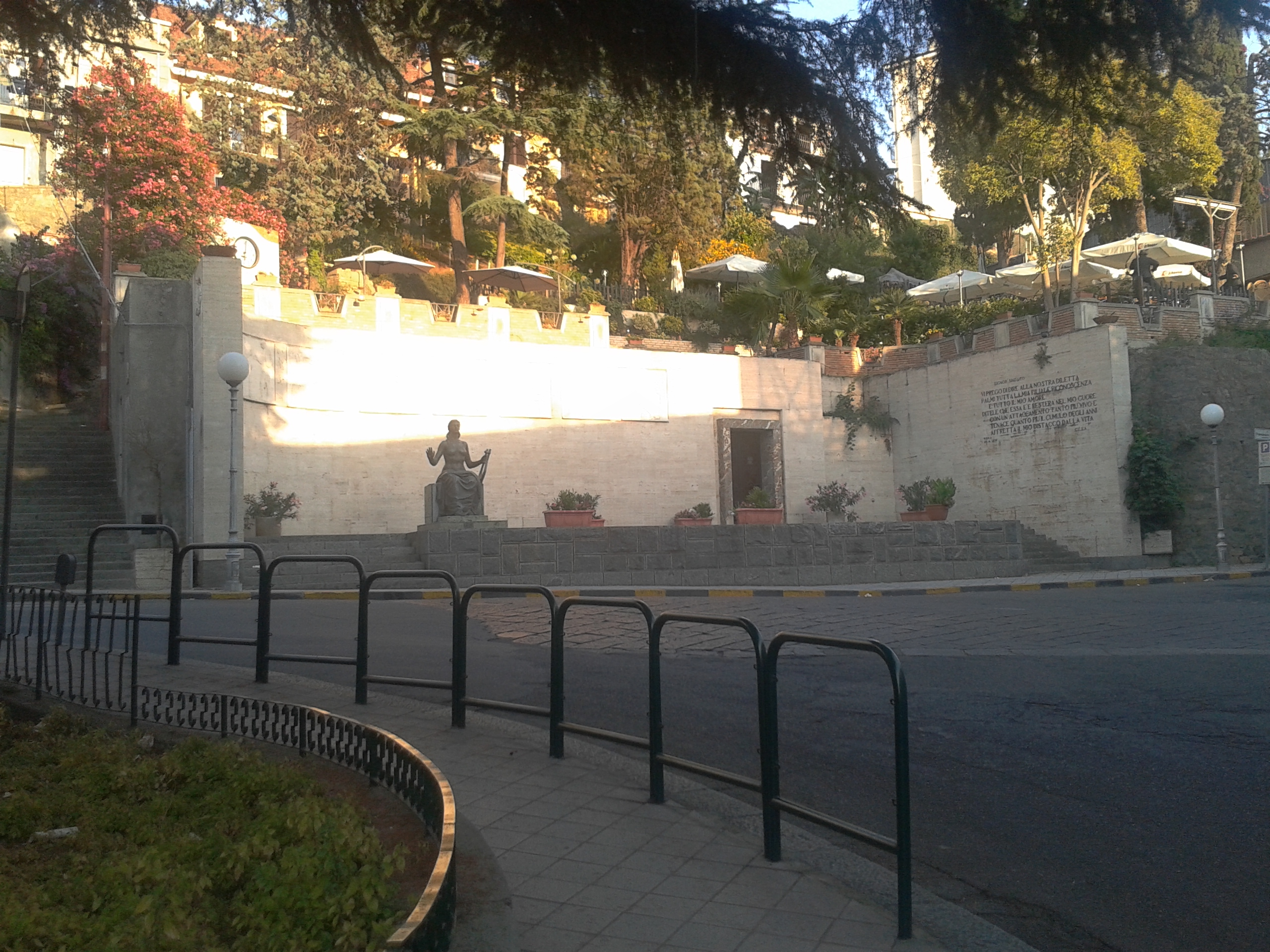
Il mausoleo a Palmi

## Opere in musei
La Galleria civica d'arte moderna e contemporanea di Torino possiede l'opera Nuotatrice, esposta alla Biennale veneziana del 1934. Un Ritratto di Italo Cremona esposto all'edizione successiva (1936) venne invece acquistato dalla Galleria d'arte moderna di Milano.
Alcune Vedute di Roma dipinte figurano nella collezione della Galleria comunale d'arte moderna e contemporanea di Roma.

## Pubblicazioni
- Dalle botteghe agli studi, Le Arti Belle, Torino, 1926
- Discorsi su la scultura, L'Erma Torino, 1930
- Il Giudizio di Michelangelo, AVE Roma 1947
- L'idea figurativa, Mondadori Milano
- L'errore di Cèzanne, Nistri/Lischi, Pisa 1954
- Michele Guerrisi, Roma, Palombi, 1957

## Onorificenze
A Michele Guerrisi sono stati intitolati la Gipsoteca di Palmi, che accoglie i calchi in gesso delle sue opere e diversi acquerelli offerti dalla moglie,  il Liceo scientifico di Cittanova, il Liceo artistico di Palmi e l'Istituto tecnico per geometri e per attività sociali di Reggio Calabria Righi-Guerrisi. Inoltre gli sono state intitolate una piazza, a Cittanova, e due vie, una a Palmi e una a Cinquefrondi.